# Escuela paisajística de Olot

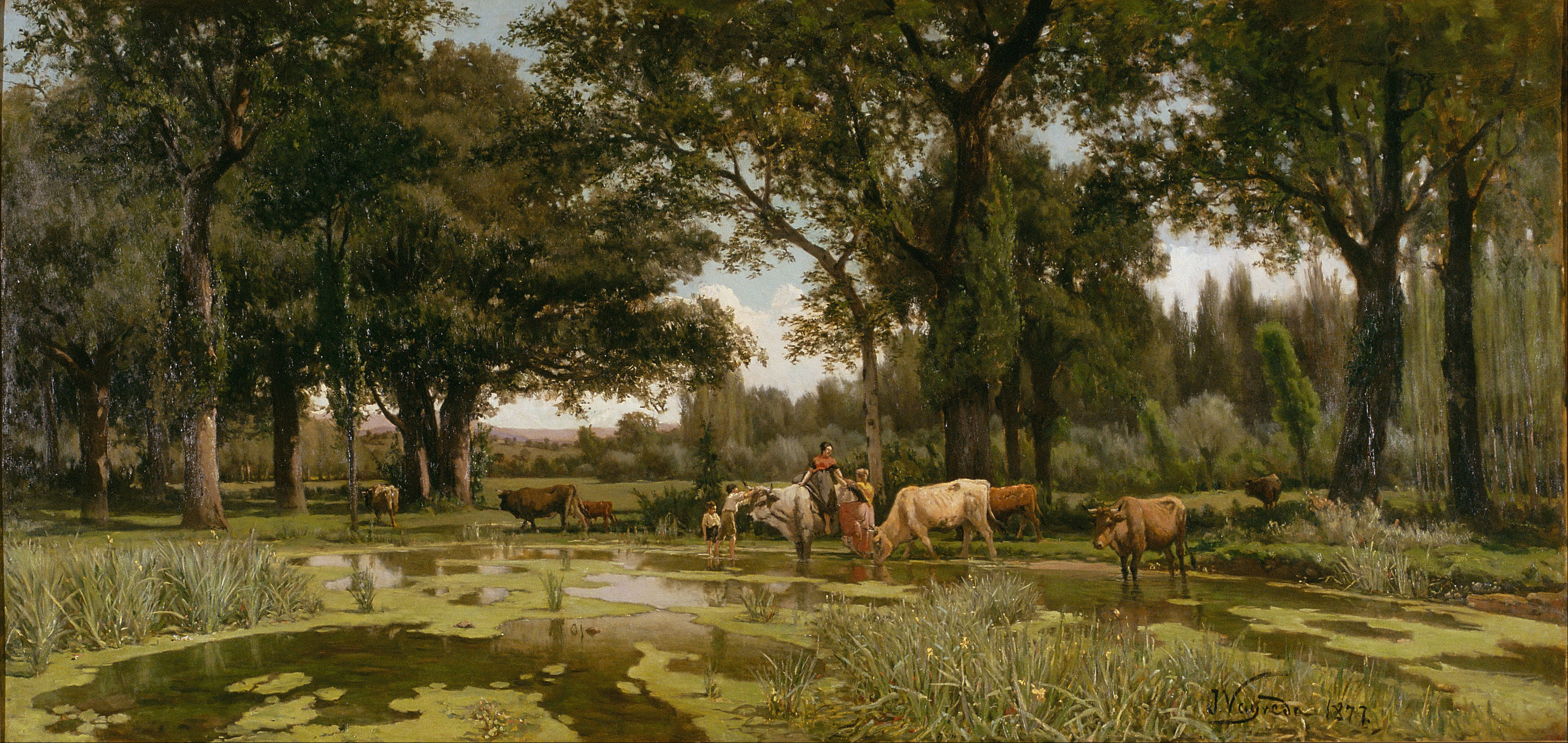
Joaquín Vayreda: Verano (1877). MNAC.

La Escuela paisajística de Olot o la Escuela pictórica de Olot es un grupo de artistas pintores que iniciaron un estilo pictórico en la segunda mitad del siglo xix. Incluye no sólo los artistas olotenses, sino todos aquellos que han tomado el paisaje de Olot como fuente de inspiración para sus realizaciones, ejecutadas, sin embargo, con plena libertad de tendencia, de estilo y de técnica. 
Por extensión se incluyen en este grupo a todos los artistas pictóricos vinculados a Olot y su comarca, La Garrocha. 

## Historia
En Cataluña, la pujanza y proliferación de la pintura coinciden con el momento histórico de la Restauración. Período marcado por la prosperidad económica que favoreció una burguesía que se constituyó como el motor de la Renaixença cultural del catalanismo político. Esta burguesía tuvo, en el campo del arte, una influencia muy considerable; quería un arte realista pero, al mismo tiempo, amable, elegante y optimista, y prefirió la pintura por encima de otras disciplinas. Este período propició en Cataluña el inicio y consolidación de diversas escuelas pictóricas, entre ellas la de  Olot. 

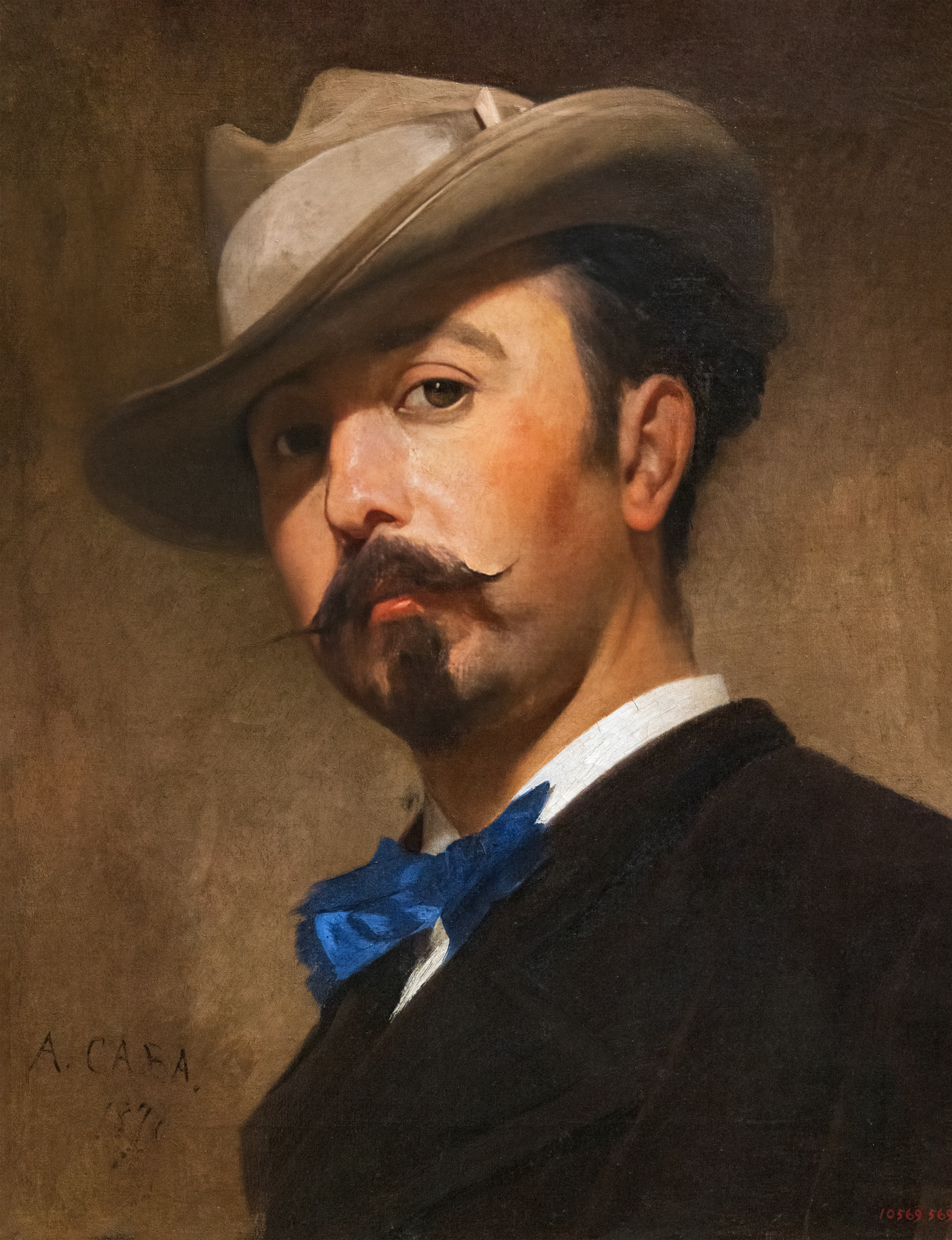
Joaquín Vayreda, fundador de la escuela de Olot, retrato de Antonio Caba, 1870, MNAC

Toma importancia, porque se trata de la aparición de una escuela catalana de paisaje similar a la escuela paisajística de Barbizon. Su creador fue Joaquín Vayreda, formado bajo el magisterio de Ramón Martí Alsina. Después de unas obras de clara tendencia naturalista pasó a un nuevo concepto de plasmación: las múltiples versiones del paisaje de Olot, donde el tratamiento de la luz y las variaciones cromáticas son elementos importantes. La Escuela de Olot tomó el paisaje de la Garrocha como fuente de inspiración para su obra, pero con libertad de estilo. Los cuadros de Vayreda atrajeron la atención de otros artistas como Barrau, Galwey, Brull, Masriera, Urgell, Casas, Rusiñol y otros que fueron a Olot y pintaron también aspectos de este paisaje.
La tradición artística de Olot fue apoyada con la fundación de la Escuela de Arte de Olot en 1783 por el obispo Tomás de Lorenzana, y también por la creación de talleres dedicados a la reproducción de imágenes religiosas. El primer taller que se dedicó a esta tarea, "El Arte Cristiano" fue fundado en 1880. La industria de imaginería religiosa se extendió notablemente a partir de 1900 en Olot y se convirtió en una importante actividad económica de la ciudad. Actualmente la antigua fábrica del Arte Cristiano se ha convertido en el Museo de los Santos. 
La escuela se institucionalizó con la labor pedagógica del pintor Josep Berga i Boix, director del Centro Artístico-Cultural de Olot -fundado por Vayreda (1869)- y, más tarde, director de la Escuela Pública de Dibujo (1877-1914). Las exposiciones anuales organizadas primero por el Centro y luego por otras entidades olotenses ayudaron a difundir esta pintura. 
También en las aulas de la Escuela Pública de Dibujo -llamada desde 1939 Escuela de Bellas Artes y Oficios- se han formado bajo la dirección de Iu Pascual (1914-1936), Martí Casadevall (1932-1951), Bartomeu Mas y Collellmir (1961-1969) y, en la actualidad, de Joan Vilà i Moncau, numerosos artistas que por sus realizaciones han dado continuidad a la escuela. Las exposiciones anuales realizadas desde el Centro Artístico y más tarde por otras entidades olotines, como el Centro Catalanista, ayudaron a difundir el movimiento. Se podría mencionar en una numerosa lista varios continuadores como Josep Berga i Boada, Josep Clarà, Melcior Domenge, Josep Pinós etc.

### Principales componentes históricos
- Joaquín Vayreda (1843 en Gerona, 1894 en Olot)
- Marian Vayreda (1853 en Olot, 1903 en Barcelona)
- Laureano Barrau (1864 en Barcelona, 1932 en Santa Eulalia del Río, Ibiza)
- Enrique Galwey (1864-1931 en Barcelona)
- Juan Brull (1863-1912 en Barcelona)
- José Masriera y Manovens (1841-1912 en Barcelona)
- Modesto Urgell (1839-1919 en Barcelona)
- Ramón Casas (1866-1932 en Barcelona)
- Santiago Rusiñol (1861 en Barcelona, 1931 en Aranjuez, Madrid)
- Josep Berga i Boix (1837 en La Pinya, La Garrocha, 1924 en Olot)
- Iu Pascual (1883 en Canyelles, 1949 en Riudarenas)
- Joan Vilà i Moncau (1924 en Vich)
- Salvador Corriols i Pagès (1907-1975 en Olot)

## Influencia
Desde el último cuarto del siglo xx se celebra en Olot una Feria del Dibujo, el día de San Lucas.[cita requerida]